# Bear Creek (Kalifornija)
Bear Creek je naseljeno područje za statističke svrhe u američkoj saveznoj državi Kalifornija. Prema popisu stanovništva iz 2010. u njemu je živjelo 290 stanovnika.